# Yu Dan
Dans ce nom chinois, le nom de famille, Yu, précède le nom personnel.
Yu Dan (chinois : 喻丹) est une tireuse sportive chinoise née le 18 août 1987 dans le Sichuan.
Elle remporte la médaille de bronze en carabine à 10m aux Jeux olympiques de 2012.